# 중국의 FIFA 월드컵 성적
다음은 FIFA 월드컵에서 중국의 결과를 기록한 것이다. 중국 축구 국가대표팀은 2002년 대회 단 1번만 FIFA 월드컵 본선에 모습을 드러냈다. 월드컵에 출전한 동아시아 국가들 중에서는 가장 늦게 본선에 진출했으며 유일하게 승점 및 득점을 기록하지 못했다. 2002년 FIFA 월드컵에 출전했을 당시 순위는 출전국 중 31위로 사우디아라비아에 이어 2번째로 가장 낮은 순위를 기록했다. 대한민국, 조선민주주의인민공화국, 일본 등에 비해 축구를 시작한 역사가 늦은 데다 아시아 축구의 최강자로 불리는 대한민국과 일본에 눌려 좀처럼 힘을 쓰지 못하고 있기에 월드컵 무대를 밟지 못하고 있다. 2002년 대회 역시 대한민국과 일본이 개최국이었으므로 지역예선을 치르지 않았고 서아시아의 강자인 사우디아라비아, 이란과 한 조에 속하지 않는 행운에 힘입어서 본선에 올라온 것이었다. 그 이후로는 아직도 본선 무대를 밟지 못하고 있다. 2018년까지 중국의 월드컵 통산 성적은 3전 3패이며 득점은 없고 실점만 9실점이 있어 득실 차는 -9이다.

## 국제대회 성적
| FIFA 월드컵 본선 기록 | FIFA 월드컵 본선 기록         | FIFA 월드컵 본선 기록         | FIFA 월드컵 본선 기록         | FIFA 월드컵 본선 기록         | FIFA 월드컵 본선 기록         | FIFA 월드컵 본선 기록         | FIFA 월드컵 본선 기록         | FIFA 월드컵 본선 기록         | FIFA 월드컵 본선 기록         |
| 년도                  | 결과                          | 순위                          | 경기                          | 승                            | 무*                           | 패                            | 득점                          | 실점                          | 승점                          |
| --------------------- | ----------------------------- | ----------------------------- | ----------------------------- | ----------------------------- | ----------------------------- | ----------------------------- | ----------------------------- | ----------------------------- | ----------------------------- |
| 1950년                | 비회원국                      | 비회원국                      | 비회원국                      | 비회원국                      | 비회원국                      | 비회원국                      | 비회원국                      | 비회원국                      | 비회원국                      |
| 1954년                | 비회원국                      | 비회원국                      | 비회원국                      | 비회원국                      | 비회원국                      | 비회원국                      | 비회원국                      | 비회원국                      | 비회원국                      |
| 1958년                | 예선 탈락                     | 예선 탈락                     | 예선 탈락                     | 예선 탈락                     | 예선 탈락                     | 예선 탈락                     | 예선 탈락                     | 예선 탈락                     | 예선 탈락                     |
| 1962년                | 비회원국(FIFA와 AFC에서 탈퇴) | 비회원국(FIFA와 AFC에서 탈퇴) | 비회원국(FIFA와 AFC에서 탈퇴) | 비회원국(FIFA와 AFC에서 탈퇴) | 비회원국(FIFA와 AFC에서 탈퇴) | 비회원국(FIFA와 AFC에서 탈퇴) | 비회원국(FIFA와 AFC에서 탈퇴) | 비회원국(FIFA와 AFC에서 탈퇴) | 비회원국(FIFA와 AFC에서 탈퇴) |
| 1966년                | 비회원국(FIFA와 AFC에서 탈퇴) | 비회원국(FIFA와 AFC에서 탈퇴) | 비회원국(FIFA와 AFC에서 탈퇴) | 비회원국(FIFA와 AFC에서 탈퇴) | 비회원국(FIFA와 AFC에서 탈퇴) | 비회원국(FIFA와 AFC에서 탈퇴) | 비회원국(FIFA와 AFC에서 탈퇴) | 비회원국(FIFA와 AFC에서 탈퇴) | 비회원국(FIFA와 AFC에서 탈퇴) |
| 1970년                | 비회원국(FIFA와 AFC에서 탈퇴) | 비회원국(FIFA와 AFC에서 탈퇴) | 비회원국(FIFA와 AFC에서 탈퇴) | 비회원국(FIFA와 AFC에서 탈퇴) | 비회원국(FIFA와 AFC에서 탈퇴) | 비회원국(FIFA와 AFC에서 탈퇴) | 비회원국(FIFA와 AFC에서 탈퇴) | 비회원국(FIFA와 AFC에서 탈퇴) | 비회원국(FIFA와 AFC에서 탈퇴) |
| 1974년                | 비회원국(FIFA와 AFC에서 탈퇴) | 비회원국(FIFA와 AFC에서 탈퇴) | 비회원국(FIFA와 AFC에서 탈퇴) | 비회원국(FIFA와 AFC에서 탈퇴) | 비회원국(FIFA와 AFC에서 탈퇴) | 비회원국(FIFA와 AFC에서 탈퇴) | 비회원국(FIFA와 AFC에서 탈퇴) | 비회원국(FIFA와 AFC에서 탈퇴) | 비회원국(FIFA와 AFC에서 탈퇴) |
| 1978년                | 비회원국(FIFA와 AFC에서 탈퇴) | 비회원국(FIFA와 AFC에서 탈퇴) | 비회원국(FIFA와 AFC에서 탈퇴) | 비회원국(FIFA와 AFC에서 탈퇴) | 비회원국(FIFA와 AFC에서 탈퇴) | 비회원국(FIFA와 AFC에서 탈퇴) | 비회원국(FIFA와 AFC에서 탈퇴) | 비회원국(FIFA와 AFC에서 탈퇴) | 비회원국(FIFA와 AFC에서 탈퇴) |
| 1982년                | 예선 탈락                     | 예선 탈락                     | 예선 탈락                     | 예선 탈락                     | 예선 탈락                     | 예선 탈락                     | 예선 탈락                     | 예선 탈락                     | 예선 탈락                     |
| 1986년                | 예선 탈락                     | 예선 탈락                     | 예선 탈락                     | 예선 탈락                     | 예선 탈락                     | 예선 탈락                     | 예선 탈락                     | 예선 탈락                     | 예선 탈락                     |
| 1990년                | 예선 탈락                     | 예선 탈락                     | 예선 탈락                     | 예선 탈락                     | 예선 탈락                     | 예선 탈락                     | 예선 탈락                     | 예선 탈락                     | 예선 탈락                     |
| 1994년                | 예선 탈락                     | 예선 탈락                     | 예선 탈락                     | 예선 탈락                     | 예선 탈락                     | 예선 탈락                     | 예선 탈락                     | 예선 탈락                     | 예선 탈락                     |
| 1998년                | 예선 탈락                     | 예선 탈락                     | 예선 탈락                     | 예선 탈락                     | 예선 탈락                     | 예선 탈락                     | 예선 탈락                     | 예선 탈락                     | 예선 탈락                     |
| 2002년                | 조별리그                      | 31위                          | 3                             | 0                             | 0                             | 3                             | 0                             | 9                             | 0                             |
| 2006년                | 예선 탈락                     | 예선 탈락                     | 예선 탈락                     | 예선 탈락                     | 예선 탈락                     | 예선 탈락                     | 예선 탈락                     | 예선 탈락                     | 예선 탈락                     |
| 2010년                | 예선 탈락                     | 예선 탈락                     | 예선 탈락                     | 예선 탈락                     | 예선 탈락                     | 예선 탈락                     | 예선 탈락                     | 예선 탈락                     | 예선 탈락                     |
| 2014년                | 예선 탈락                     | 예선 탈락                     | 예선 탈락                     | 예선 탈락                     | 예선 탈락                     | 예선 탈락                     | 예선 탈락                     | 예선 탈락                     | 예선 탈락                     |
| 2018년                | 예선 탈락                     | 예선 탈락                     | 예선 탈락                     | 예선 탈락                     | 예선 탈락                     | 예선 탈락                     | 예선 탈락                     | 예선 탈락                     | 예선 탈락                     |
| 2022년                | 예선 탈락                     | 예선 탈락                     | 예선 탈락                     | 예선 탈락                     | 예선 탈락                     | 예선 탈락                     | 예선 탈락                     | 예선 탈락                     | 예선 탈락                     |
| 2026년                | 예선 탈락                     | 예선 탈락                     | 예선 탈락                     | 예선 탈락                     | 예선 탈락                     | 예선 탈락                     | 예선 탈락                     | 예선 탈락                     | 예선 탈락                     |
| 2030년                | 미정                          | 미정                          | 미정                          | 미정                          | 미정                          | 미정                          | 미정                          | 미정                          | 미정                          |
| 2034년                | 미정                          | 미정                          | 미정                          | 미정                          | 미정                          | 미정                          | 미정                          | 미정                          | 미정                          |
| 합계                  | 1회 진출(1/21)                | 조별리그(1회)                 | 3                             | 0                             | 0                             | 3                             | 0                             | 9                             | 0                             |
| 순위                  | FIFA 월드컵 역대 순위 : 76위  | FIFA 월드컵 역대 순위 : 76위  | FIFA 월드컵 역대 순위 : 76위  | FIFA 월드컵 역대 순위 : 76위  | FIFA 월드컵 역대 순위 : 76위  | FIFA 월드컵 역대 순위 : 76위  | FIFA 월드컵 역대 순위 : 76위  | FIFA 월드컵 역대 순위 : 76위  | FIFA 월드컵 역대 순위 : 76위  |

## 2002년 한일 월드컵

### C조
| 팀             | 경기 | 승 | 무 | 패 | 득 | 실 | 차 | 승점 |
| -------------- | ---- | -- | -- | -- | -- | -- | -- | ---- |
| 브라질         | 3    | 3  | 0  | 0  | 11 | 3  | +8 | 9    |
| 튀르키예       | 3    | 1  | 1  | 1  | 5  | 3  | +2 | 4    |
| 코스타리카     | 3    | 1  | 1  | 1  | 5  | 6  | −1 | 4    |
| 중화인민공화국 | 3    | 0  | 0  | 3  | 0  | 9  | −9 | 0    |

| 중화인민공화국 | 0 – 2  | 코스타리카              |
| -------------- | ------ | ----------------------- |
|                | 리포트 | 61′ 고메스 · 65′ 라이트 |

| 브라질                                                                          | 4 – 0  | 중화인민공화국 |
| ------------------------------------------------------------------------------- | ------ | -------------- |
| 호베르투 카를루스 15′ · 히바우두 32′ · 호나우지뉴 45′ (페널티골) · 호나우두 55′ | 리포트 |                |

| 튀르키예                               | 3 – 0  | 중화인민공화국 |
| -------------------------------------- | ------ | -------------- |
| 하산 샤슈 6′ · 뷜렌트 9′ · 위밋 D. 85′ | 리포트 |                |

## 최다 상대 팀
| 순위 | 국가       | 경기 횟수 | 월드컵 |
| ---- | ---------- | --------- | ------ |
| 1    | 코스타리카 | 1         | 2002   |
| 1    | 브라질     | 1         | 2002   |
| 1    | 터키       | 1         | 2002   |

## 월드컵 상대 전적
| 국가       | 상대 전적 | 월드컵 |
| ---------- | --------- | ------ |
| 브라질     | 1패       | 2002   |
| 코스타리카 | 1패       | 2002   |
| 터키       | 1패       | 2002   |

- 상대 전적 우세 : 없음
- 상대 전적 호각세 : 없음
- 상대 전적 열세 : 코스타리카, 브라질, 터키 (각 1패)

## 같이 보기
- FIFA 월드컵 아시아 국가 기록
- 중국의 AFC 아시안컵 성적